# شهرستان الیور (داکوتای شمالی)
شهرستان الیور، داکوتای شمالی (به انگلیسی: Oliver County, North Dakota) یک سکونتگاه مسکونی در ایالات متحده آمریکا است که در داکوتای شمالی واقع شده‌است.

## خصوصیات
شهرستان الیور ۱٬۸۹۳٫۲۹ کیلومترمربع مساحت دارد.